# Parlamentswahl in Norwegen 1885
Die 26. Parlamentswahl in Norwegen fand im Jahr 1885 statt. Erstmals standen die beiden 1884 gegründeten Parteien zur Wahl an. Die Venstre konnte ihre Mehrheit um einen Sitz ausbauen.
- V: 84
- H: 30

## Resultate
| Partei* | Stimmenanteil (%) | Veränderung gegenüber 1882 | Sitze | Veränderung gegenüber 1882 |
| ------- | ----------------- | -------------------------- | ----- | -------------------------- |
| Høyre   | 36,6              | −0,6 %                     | 30    | −1                         |
| Venstre | 63,4              | +0,6 %                     | 84    | +1                         |
| Total   | 100               |                            | 114   | 0                          |

* Die beiden Parteien waren 1884 gegründet worden. Die Veränderung der Zahlen bezieht sich auf die Politiker die dann der Venstre bzw. Høyre beigetreten sind.